# MBC 3
MBC 3 est une chaîne de télévision saoudienne panarabe appartenant au groupe MBC. Elle diffuse principalement des dessins animés et des séries TV en arabe et quelquefois en anglais.

## Histoire
MBC 3 a été lancée le 8 décembre 2004.
Cette chaîne est destinée aux enfants âgés de 3 à 13 ans.

## Liste des dessins animés diffusés sur MBC3
- The Voice Kids Ahla Sawt
- Star Trek : La série animée
- Star Trek : Prodigy
- Bienvenue chez les Casagrandes
- Bienvenue chez les Loud
- Mes parrains sont magiques
- Danny Phantom
- Rocket Power
- Monster High
- The Barbarian and the Troll
- Atomic Betty
- SpongeBob SquarePants
- Les Aventures de Kid Danger
- Captain Tsubasa
- Ben 10
- Ben 10: Ultimate Alien
- Dinosaur King
- Fresh Pretty Cure!
- Futari wa Pretty Cure
- Star Wars: The Clone Wars
- Gofrette
- HeartCatch PreCure!
- Jimmy Two-Shoes
- Jimmy Neutron
- Kilari
- Kung Fu Dino Posse
- Kid vs. Kat
- Les Bons Conseils de Célestin
- Les Supers Nanas Zeta
- The Penguins of Madagascar
- League of Super Evil
- Noombory et les super 7
- Pecola
- Phineas and Ferb
- Pokémon
- Pretty Cure Splash Star
- Ruby Gloom
- Transformers: Prime
- Totally Spies!
- Sonic X
- Tom and Jerry
- Winx Club
- Yes! PreCure 5
- Yu-Gi-Oh!
- Yu-Gi-Oh! 5D's
- Yu-Gi-Oh! Arc-V
- Yu-Gi-Oh! GX
- Yu-Gi-Oh! Vrains
- Yu-Gi-Oh! Zexal
- Z-Squad
- Ōban, Star-Racers

## Identité visuelle
La mascotte de MBC 3 est un cube vert anthropomorphe.